# Deppea grandiflora
Deppea grandiflora är en måreväxtart som beskrevs av Diederich Franz Leonhard von Schlechtendal. Deppea grandiflora ingår i släktet Deppea och familjen måreväxter. Inga underarter finns listade i Catalogue of Life.